# Northampton
Northampton es una extensa población comercial y un distrito local de Inglaterra, Reino Unido. Está situado sobre el río Nene en el condado de Northamptonshire. En el pasado era un conocido centro manufacturero de calzado y otras industrias relacionadas con la piel, pero aunque esta industria todavía es importante, en la actualidad su importancia ha sido desplazada por otros sectores como la ingeniería y el sector de la distribución y financiero.
Northampton es uno de los distritos más poblados de Inglaterra que no están gobernados por un único alcalde, y uno de los núcleos urbanos con más población fuera de la zona metropolitana de Londres. Por ello, es considerada una de las ciudades más grandes de Inglaterra. Bolton, Medway y Milton Keynes también podrían decir lo mismo, pero ellos no suelen ser considerados poblaciones aisladas.

## Historia
Los restos más antiguos de la zona se remontan a los tiempos de Roma. Se cree que un asentamiento ganadero se creó en el área de Northampton alrededor del siglo VII. En el siglo VIII se convirtió en el centro administrativo del reino de Mercia. El pueblo se hizo más importante en el siglo XI, cuando los normandos construyeron la muralla y un castillo.
En 1460, en las cercanías de Northampton, tuvo lugar la batalla de Northampton, que fue decisiva para la guerra de las Dos Rosas, en la que el rey Enrique VI de Inglaterra fue capturado por los partidarios de la casa de York. Durante la guerra civil de 1639 apoyó a los parlamentarios, razón por la que, a modo de castigo, las murallas y el castillo fueron derruidos por orden del rey Carlos II. En este emplazamiento, se erige en la actualidad la estación de ferrocarril. La ciudad fue destruida por el fuego en 1675 y su reconstrucción fue planificada con mayores espacios.
En el siglo XVIII, Northampton se convirtió en un centro manufacturero de calzado y marroquinería. La prosperidad llegó entonces de la mano de la demanda de calzado que vino como consecuencia de las guerras napoleónicas de finales del XVIII y principios del XIX. El crecimiento de la población fue más acelerado cuando el Grand Union Canal llegó a ella en 1815 y después con la llegada del ferrocarril en los años 30. Durante el siglo XVIII adquirió una reputación de radicalismo político al confirmar en varias ocasiones a políticos de ideas poco conformistas para el Parlamento.

## Personas destacadas
- Alan Moore, escritor y guionista de cómics.
- Alan Walker, DJ.
- Sophie Turner, actriz.
- Tyron Frampton, cantante

## En otros medios
Northampton constituye uno de los temas principales, sino el principal, de Jerusalem,
la novela de Alan Moore. En la misma se describen lugares propios de la zona, a la vez que se narran hechos históricos ocurridos allí.